# Trinidad a Tobago na Letních olympijských hrách 1996
Trinidad a Tobago na Letních olympijských hrách 1996 v Atlantě reprezentovalo 12 sportovců ve 6 sportech, z toho 8 mužů a 4 ženy. Reprezentanti vybojovali 2 medaile, a to bronzové.

## Medailisté
| Medaile | Jméno      | Sport    | Disciplína        |
| ------- | ---------- | -------- | ----------------- |
| Bronz   | Ato Boldon | Atletika | Muži běh na 100 m |
| Bronz   | Ato Boldon | Atletika | Muži běh na 200 m |